# 吉富昭仁
吉富昭仁，日本的男性漫畫家，宮崎縣出生。

## 作品
- 《打工騎士》系列

1. 原名
2. 原名本篇5冊+特別編全1冊

備註：因為1部與2部之間正逢台灣進入日本漫畫的版權時代，所以僅第2部有正式授權中文版。
- 《螺絲俠》、全19冊（尖端）、原名：《EAT-MAN》
  1. 螺絲俠EAT-MAN MAIN DISH、全6冊（青文）、原名《EAT-MAN THE MAIN DISH》
- 《怪醫美女RAY》系列
  1. 怪醫美女RAY、全7冊（長鴻）、原名：《RAY》
  2. 怪醫美女RAY+、全1冊（長鴻）

怪醫美女RAY的番外篇 + GATE RUNNER的試作短篇
- 《GATE RUNNER - 大逃亡》、全2冊（長鴻）、原名：《GATE RUNNER》
- 《漂流世界 -地球下課後-》、全6冊（台灣東販）、原名
- 《BLUE DROP～我們都是天使～》、全2冊、原名
- 校園人魚、全2冊（東立）、原名
- 熱帶少女、全1冊（東立）、原名：
- 同居姐妹、全3冊（東立）、原名：《しまいずむ》
- ふたりとふたり、全1冊（未代理）
- へんなねえさん、全1冊（未代理）
- Balance Policy平衡政策、全2冊（東立）原名：《バランスポリシー》
- 怪醫黑傑克之籃球對決B.J×bj、全1冊（台灣東販）、原名：
- 櫻花日常、全1冊（東立）原名：《さくらデバイス》
- EAT-MAN THE MAIN DISH、全6冊（青文）
- - 、1995年、全2卷
  - 、1995年、全1卷
- （短篇）
- （短篇）
- AVENGER（短期集中連載）

## 外部連結
- （日語）RAKUGAKI-3X（公式）
- （日語）吉富昭仁的X（前Twitter）
- AKIHITO YOSHITOMI （页面存档备份，存于） - YouTube公式チャンネル